# Weda (miasto)
Weda – miasto w Indonezji na wyspie Halmahera w prowincji Moluki Północne. Według danych z 2010 roku liczy blisko 7 tys. mieszkańców. Jest ośrodkiem administracyjnym kabupatenu Halmahera Tengah.